# رینا مور
رینا مور (عبری: רינה מור-גודר‎؛ زادهٔ ۱۶ فوریهٔ ۱۹۵۶) مدل (شخص)، و وکیل اهل اسرائیل است. او در سال ۱۹۷۶ برنده عنوان و جایزه دوشیزه جهان شده است.